# Sucha Góra (Garb Tarnogórski)
Sucha Góra, nazývaná také Żelazna Góra nebo německy Trockenberg, je kopec s nadmořskou výškou 352 m. Masiv kopce se nachází v obcích Sucha Góra (část města a okresu Bytom), Radzionków (gmina Radzionków, okres Tarnovské Hory) a Piekary Rudne (část města Tarnovské Hory (Tarnovskie Góry)) ve Slezském vojvodství v jižním Polsku. Geograficky leží v hrástu Garb Tarnogórski, který je součástí vysočiny Wyżyna Śląska (Slezská vysočina). Vrchol Suché hory tvoří hranici mezi chráněnými územími Suchogórski Labirynt Skalny a Doły Piekarskie a hranici mezi obcemi Piekary Rudne a Suchá Góra. Sucha Góra je také nejvýše položeným geografickým bodem města Tarnovské Hory.

## Další informace
Na vrcholu Suché hory je žulový geodetický patník nazývaný Trockenberg, z 19. století, který je historickým geodetickým bodem základní geodynamické sítě polské nivelace (centralny punkt astronomiczny). Patří mezi nejstarších a nejdůležitějších triangulačních bodů v Polsku a vede jím poledník nazývaný Honorowy Południk Krakowski.
V minulosti se v okolí hory a v jejích svazích těžil vápenec, dolomit, limonit a galenit. Ke konci 2. světové války byla Sucha Góra součástí německé obranné linie B-2 táhnoucí se od města Siewierz po vesnici Miedary. Součástí obranné linie byly také malé železobetonové vojenské bunkry a zákopy, jejichž zbytky lze v okolí nalézt.
Suchá Góra je celoročně volně přístupná z neznačených odboček místní turistické trasy či naučné stezky Ścieżka przyrodniczo-dydaktyczna po zespole przyrodniczo-krajobrazowym "Doły Piekarskie".

## Galerie

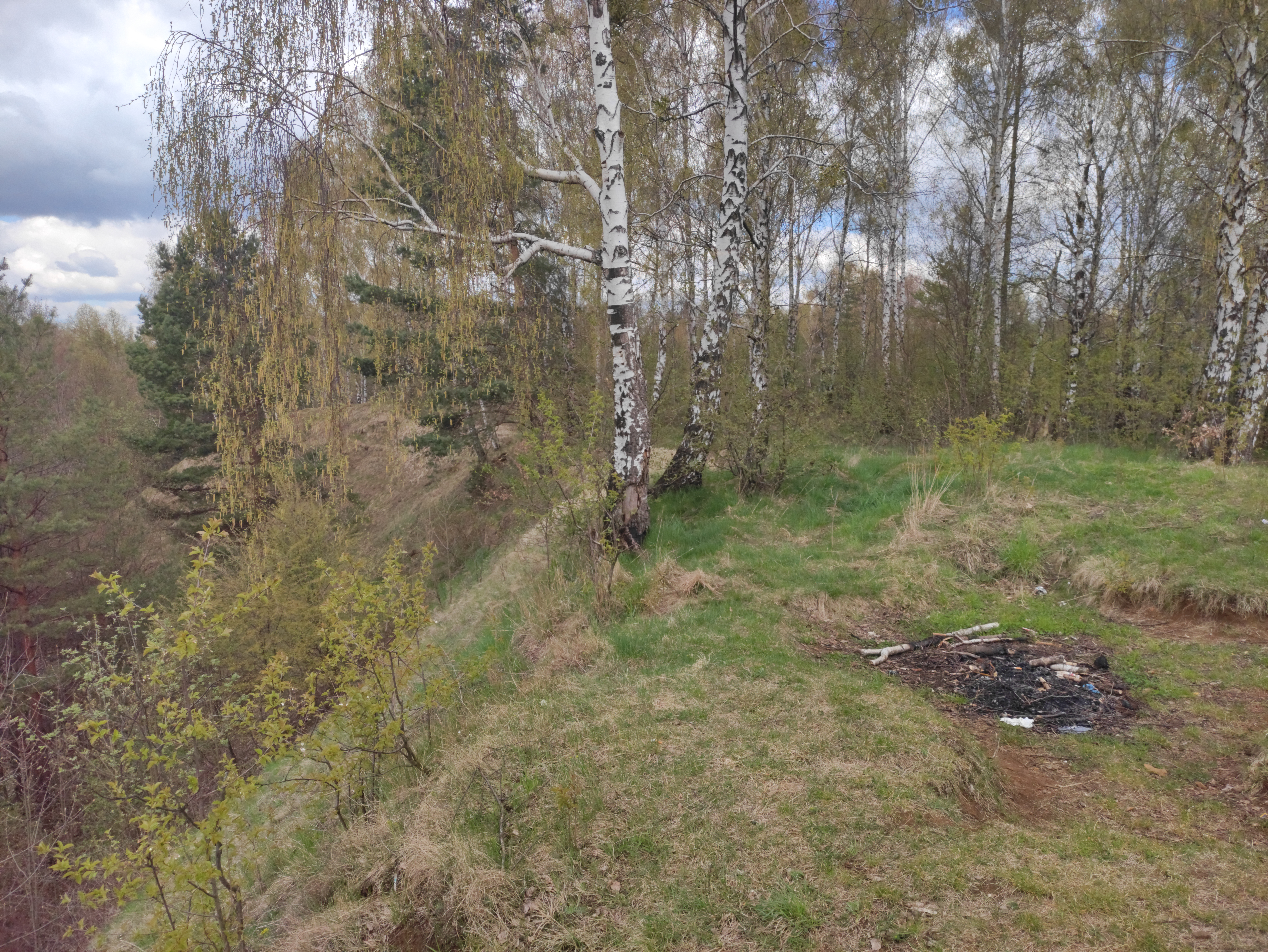
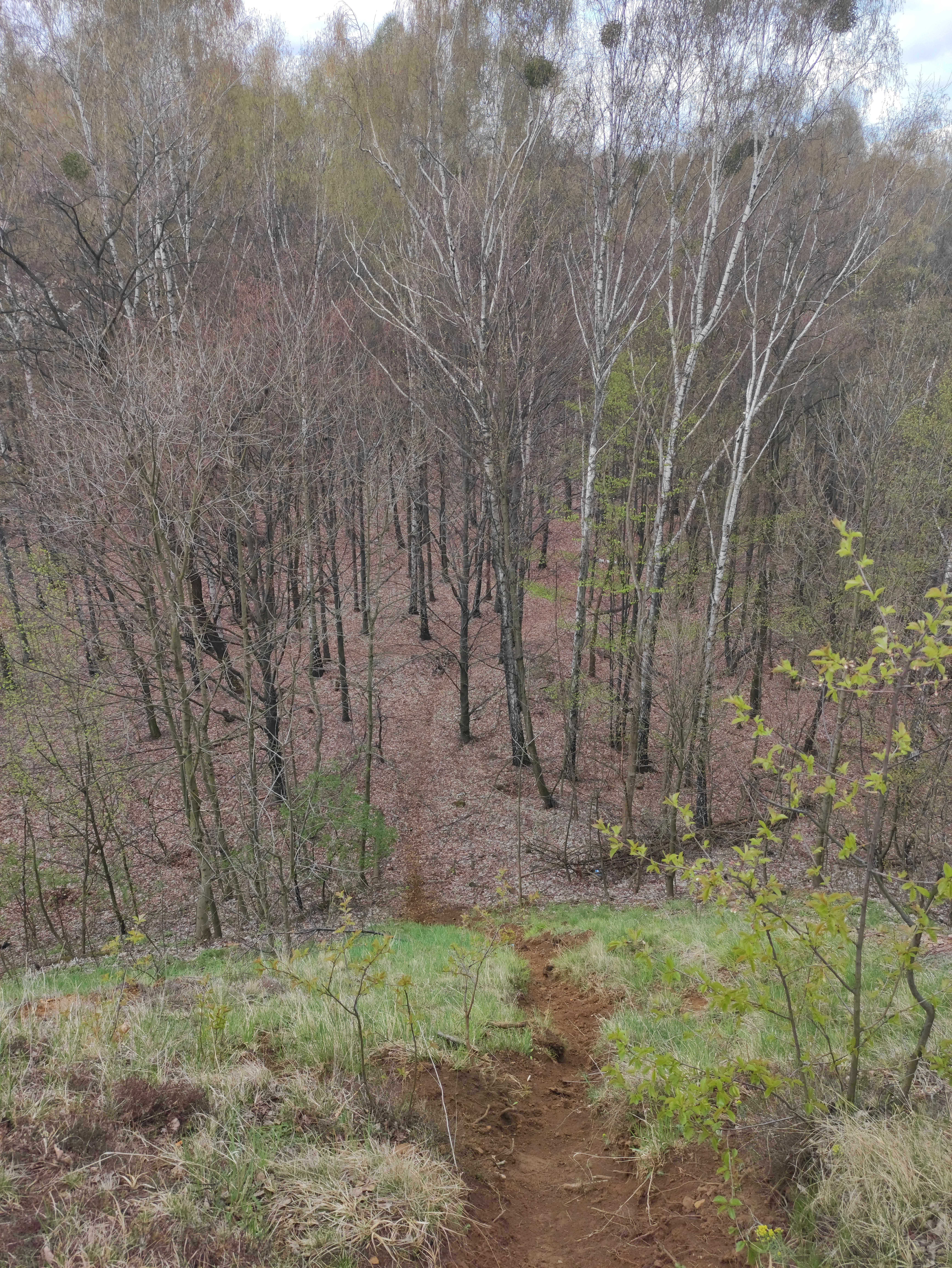
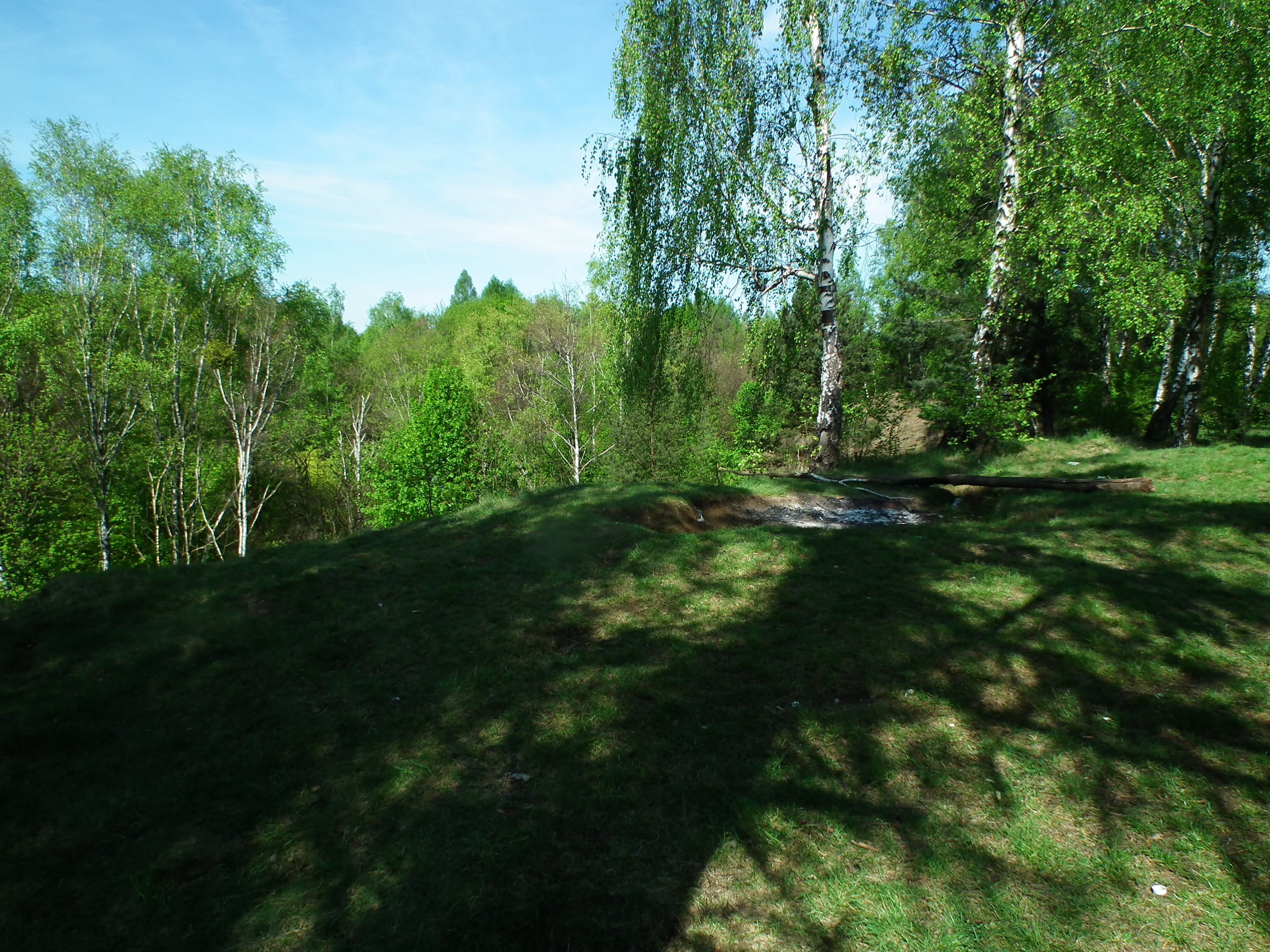
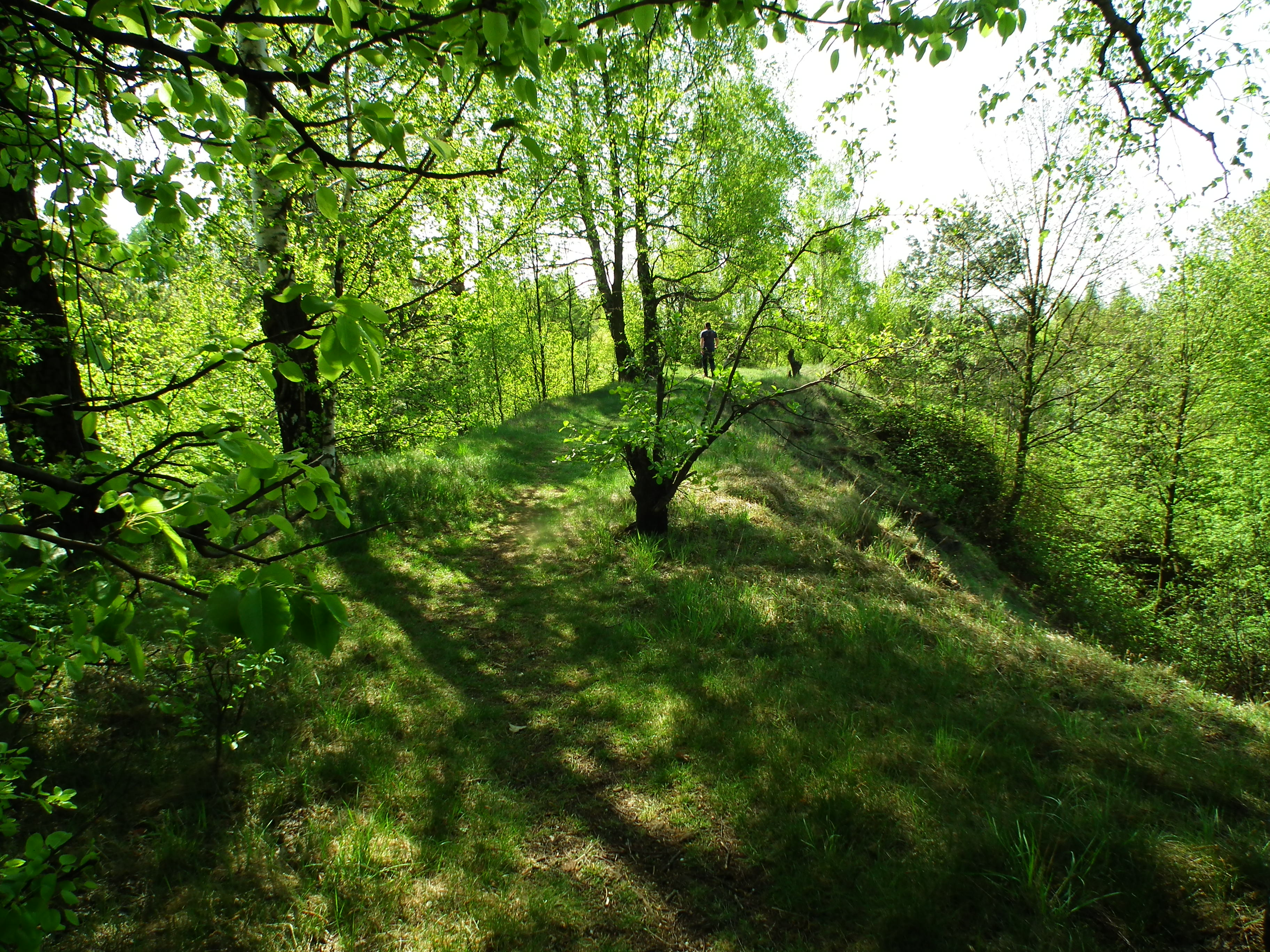
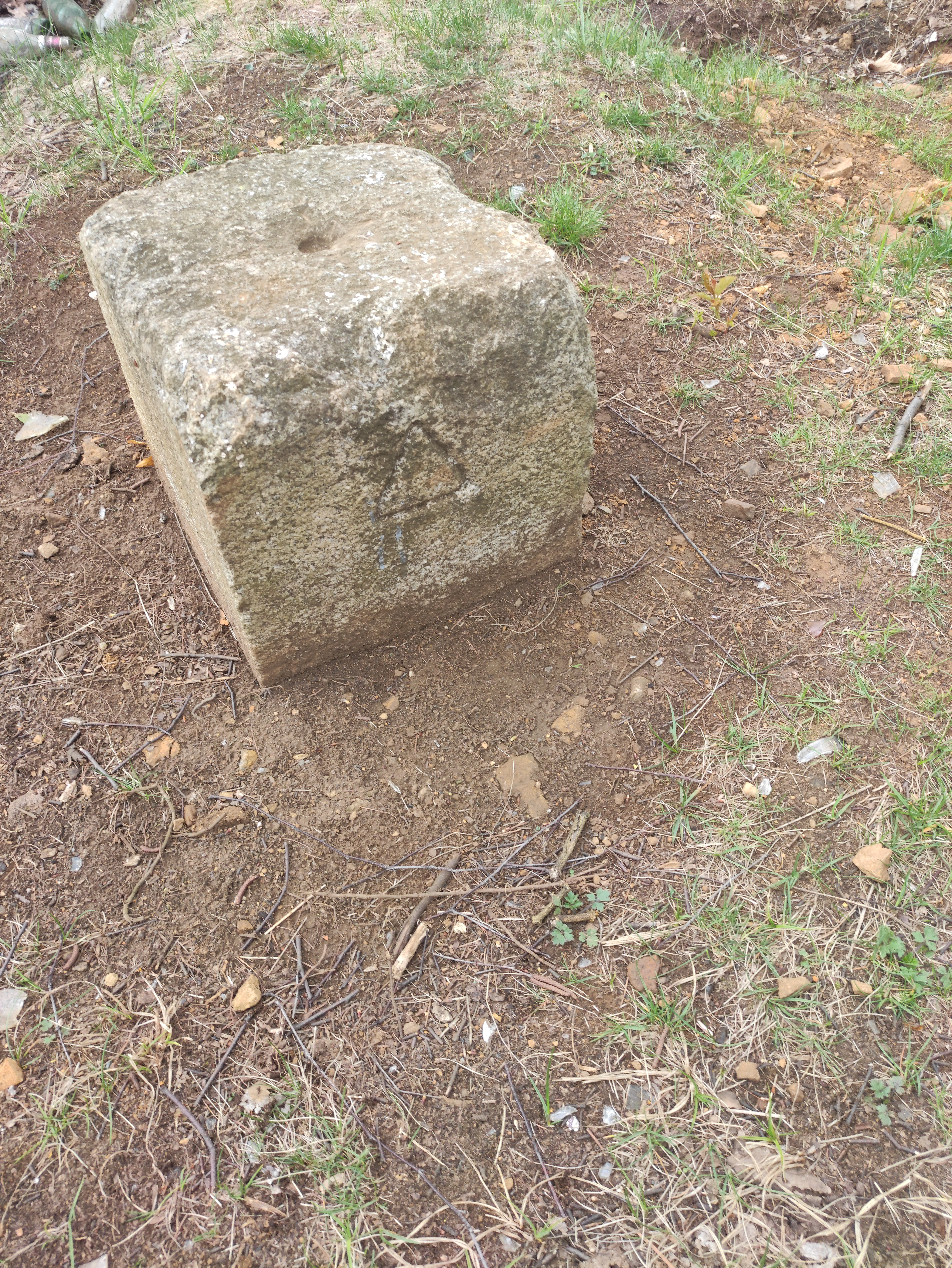